# Вирясов, Александр Сергеевич
Александр Сергеевич Вирясов (род. 26 июля 1965) — советский хоккеист, нападающий. Российский тренер.

## Биография
На юношеском и молодёжном уровне выступал за «Спартак» Москва. Играл за команды второй лиги первенства СССР «Буран» Воронеж (1984/85) и «Спартак» Архангельск (1986/87 — 1987/88).
Чемпион Европы среди юниоров (1983). Серебряный призёр хоккейного турнира зимней Универсиады 1987.
Тренер СДЮШОР «Спартак» Москва (1994/95 — 1997/98, 2003/04, 2011/12). Среди воспитанников — Илья Никулин, Александр Фролов, Александр Татаринов, Андрей Заболотнев, Андрей Медведев, Александр Суглобов.
Тренер «Спартака-2» (1998/99), «Торпедо-2» Ярославль (1999/2000), юниорской сборной России на чемпитонате мира 2000 года. Главный тренер клуба «Витязь-2» (2000/01 — 2001/02), тренер «Витязя» (2002/03).
Главный тренер женской команды СКИФ Москва — Нижний Новгород (2005/06, 2007/08 — чемпион России).
Главный тренер женской сборной России на юниорском чемпионате мира 2008 года.
Тренер в школе «Белые медведи» Москва (2009—2011). Тренер (де-факто — главный тренер) «МХК» «Спартак» Москва (2012/13).
С 2015 года — тренер в школе «Морозово» / «Динамо-Морозово».
Пасынок Денис Грецов играл на молодёжном уровне.